# Skutvik
Koordinaten: 68° 1′ N, 15° 20′ O

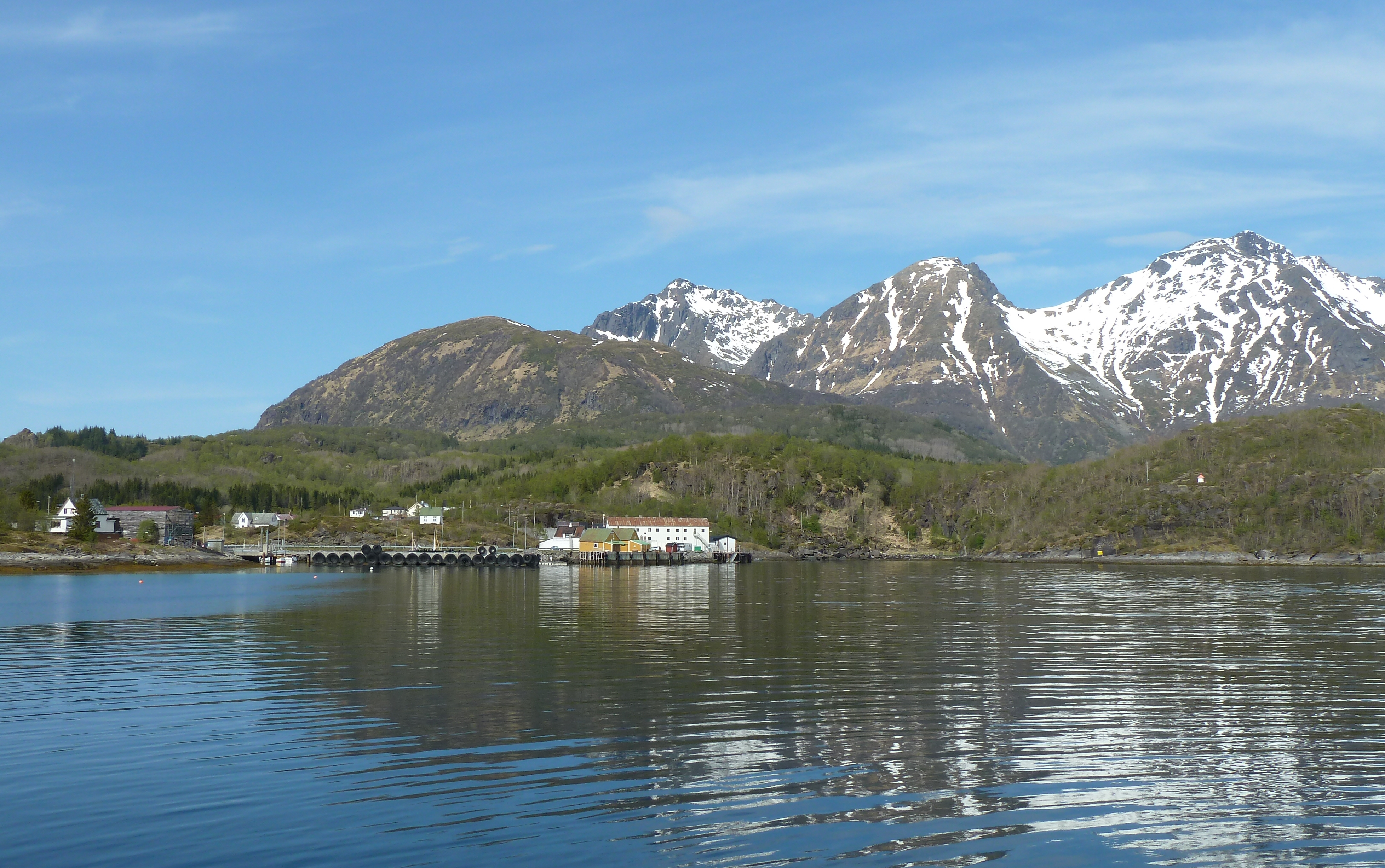
Skutvik Hafen. Im Hintergrund die Berge Salen, Dalsfjellet, Sørtinden und Vågsfjellet.

Skutvik ist ein Ort in der in nordnorwegischen Kommune Hamarøy mit 212 Einwohnern (2011).
Der Ort liegt im äußersten Südwesten der Halbinsel Hamarøya, 90 Kilometer nördlich von Bodø und 40 km südlich von Svolvær, mit dem Økssundet in Westen und Süden. Im Norden besteht die Landschaft aus Bergen, hügeligen Felsen und niedrigeren Gipfeln. Im Osten gibt es in einem niedrigen Feuchtgebiet zwei Naturschutzgebiete.
Skutvik hat unter anderem ein Lebensmittelgeschäft mit Poststelle, ein Elektrofachgeschäft, eine Cafeteria, eine Schule, einen Kindergarten und einen Camping-Platz. Der größte Arbeitgeber ist das Lachs-Verarbeitungsunternehmen Mainstream Norway.

## Verkehr
- Die Landstraße Fylkesvei 81 führt von der E6 in Ulvsvåg nach Skutvik (35,9 km).
- Täglich fährt eine Autofähre über den Vestfjord nach Svolvær und Skrova und verschafft so einen Anschluss an die E10 durch die Lofoten (2 Stunden).
- Von Svolvær nach Bodø verkehrt eine Schnellbootlinie.

## Kultur und Sehenswürdigkeiten

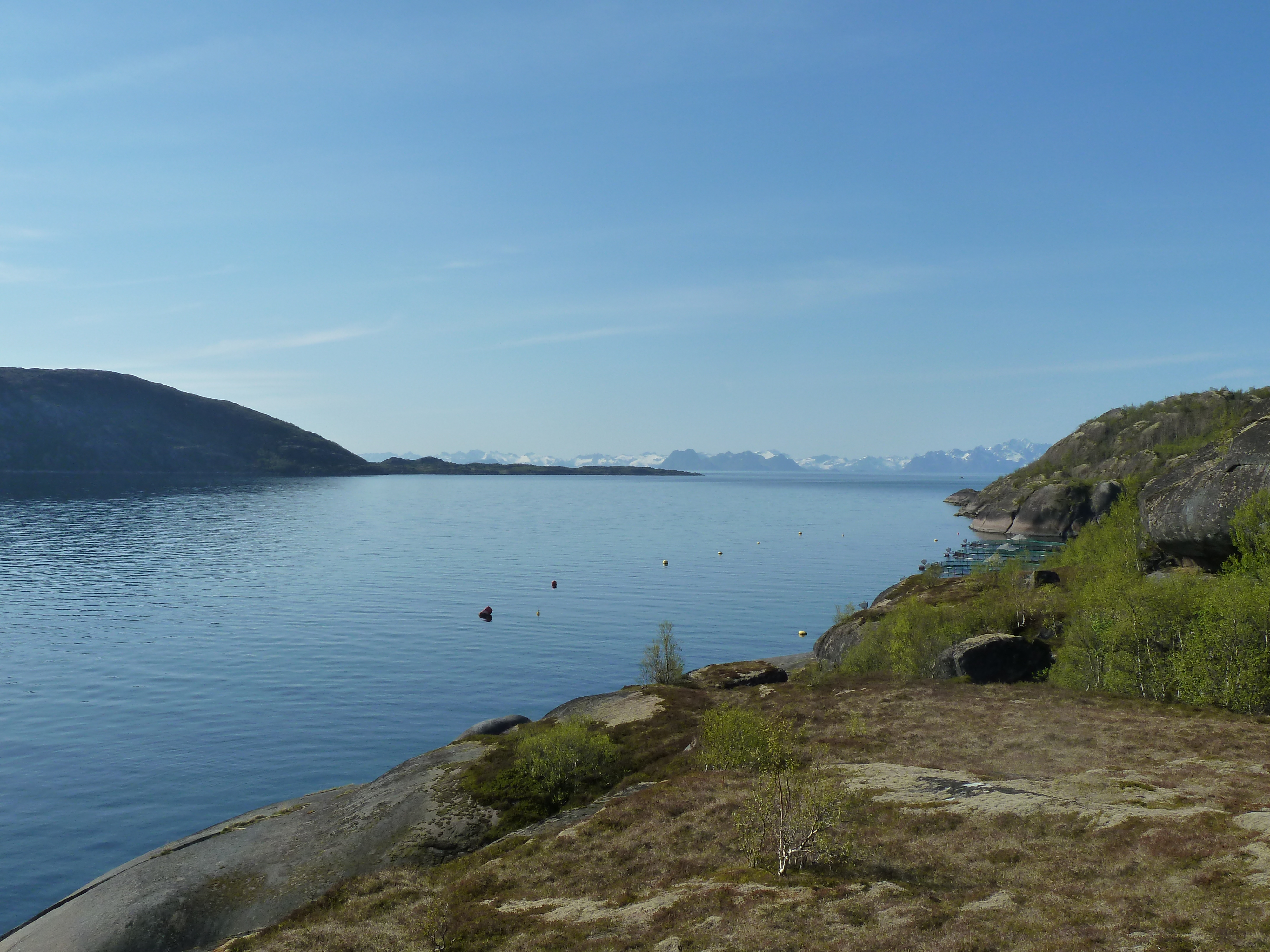
Økssundet, Vestfjord. Im Hintergrund die Lofoten Berge.

- Der in sieben bis acht Kilometer Entfernung von Skutvik gelegene Berg Hamarøyskaftet (Hamarøy-Spitze) kann vom Fylkesvei aus gesehen werden.
- Das Gewässer Nesstraumen liegt etwa fünf Kilometer östlich von Skutvik und außerhalb von Ness. Es hat eine der mächtigsten Strömungen in Nordeuropa mit einer Geschwindigkeit von bis zu 22 Knoten.
- Skulpturlandschaften Nordland mit der Skulptur Stella Maris („Meersterne“) von Steinar Christensen von 1994.
- In Sørdal, einem verlassenen Dorf nördlich von Skutvik, fanden einige Dreharbeiten für Filme und TV-Serien statt, die zum Teil auf dem Roman „Landstreicher“ (1989) von Knut Hamsun basieren.
- Bei Ness und auf der Insel Hundsøya sind insgesamt 29 Grabhügel verzeichnet. Die meisten stammen noch aus der Jungsteinzeit.[2]